# ドニャ・パス号
ドニャ・パス号（MV Doña Paz）は、フィリピンの国内航路に就航していた貨客船。船籍については不詳。

## 船歴

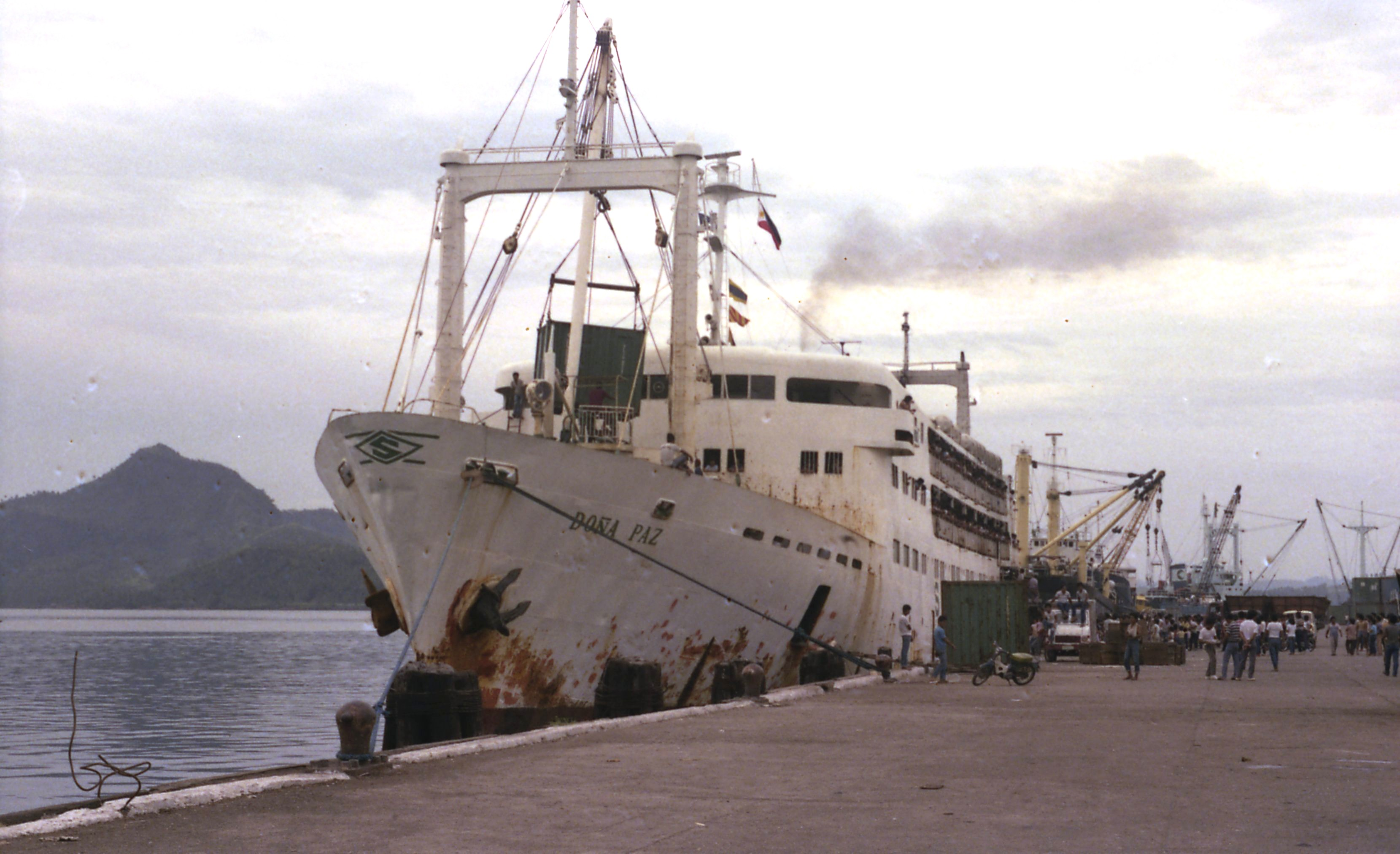
ドニャ・パス号(1984年)

もともとは1963年4月25日に日本の尾道造船で建造され、琉球海運の鹿児島港～那覇港、東京～那覇航路で活躍していたひめゆり丸（定員608人）であった。これが1975年にフィリピンの船会社に転売された後、1979年6月5日に火災に遭い廃棄処分の憂き目に遭った。しかしフィリピン国内の船不足から改造を施す会社が現れ、1981年に名前をドニャ・パス号に変えて再起した。再起にあたっては船体上部に大幅に客室が加わるなど、元の面影が全くなくなるほどの重改造（定員増は3倍以上）が加えられていたという。公称では2,640tとされているが、疑問を挟む余地はある。

## 事故
1987年12月20日、クリスマス休暇を目前に、定員をはるかに上回る乗客と貨物を満載してレイテ島のタクロバンからマニラへ向かっていたドニャ・パス号は、ミンドロ島・パナイ島間のタブラス海峡にて22時頃、ガソリン1000トンを積んでいた小型タンカーのヴェクター（Vector）号と衝突した。
ほぼ瞬時の出来事であったらしく、両船ともに全く救難信号が発せられず、事故の衝撃でヴェクター号から漏れ出したガソリンに引火して大火災が発生。前述の通り大量の貨物と乗客で超過密の状態だったドニャ・パス号の人々は逃げる場所もなく、ほぼ全員が焼死した。それだけでなく、両船の周囲の海にも引火した大量のガソリンが流れ出し、文字通りの火の海になっていた状況もあって、火災の熱さに耐えられず船から海に飛び込んだ人々もことごとく溺れながら焼死し、両船とも数時間で全焼した後に沈没した。
事故当時、付近を航行していた複数の船は、炎上する2隻の船を見かけて直ちに救助に向かったが、凄まじい勢いで燃える炎の前にはなす術もなく、火災が収まってから海に浮かんでいたわずかな生存者を見付けて船に収容するだけで手一杯であった。この事故における生存者は、ドニャ・パス号の乗客22人とヴェクター号の乗組員2人の計24人だけであった（ドニャ・パス号の乗組員は全員死亡）。また、ドニャ・パス号には、他の乗客と同じくクリスマス休暇のため故郷に帰る予定のフィリピン軍の兵士が1,000人ほど乗っていたが、このうち助かった兵士は1人だけであった。
死者は公称で1,575名であるが、海運会社（スルピシオ・ラインズ社、Sulpicio Lines）の発表では4,375名。フィリピン国内の航路については普段から乗船名簿の記述が徹底されていない、子供の乗客は乗船名簿に記載されない、クリスマス休暇が近かったため故郷に帰る目的で通常より多くの人々が乗船していた等の事情により、今回の事故時の正確な乗客数は把握しきれておらず、2,000人以上の乗客が乗船名簿に記載されていなかったと考えられている。仮に後者の死者数が正確であれば、戦争を除いた平時における史上最悪の海難事故となる。なお、事故があった海域から実際に回収された遺体は250人ほどに過ぎず、残りの遺体は現在も見付かっていない。
衝突の原因は両船とも乗組員がほぼ死亡したため不明である。しかし状況証拠から、改造による高重心化や過積載によって機動性に欠けていたドニャ・パス号側の操船ミスではないかと考えられている（無線機が装備されておらず、ライフジャケットが取り出せなかったとの情報もある）。そもそも生存者の証言によると、船長を含むドニャ・パス号の乗組員たちはほとんどがデッキの上でパーティーを行っていたり休憩所でテレビを見ており、事故発生時には乗客たちと一緒にパニックに陥った。また、衝突時は多くの乗客が就寝しており、停電が発生したという生存者の証言もある。
ただし、ヴェクター号も船長は二等航海士で機関長は無資格というように適切なライセンスを持った人物がおらず、フィリピン国内を航行する際に必要な許可をとっていないなどの問題もあった。
事故後、スルピシオ社は乗客一人当たり400米ドルの賠償金を支払ったが、乗船名簿に載っていない被害者については補償の対象外とされた。

## 残骸の発見
ドニャ・パス号の残骸は、2019年4月13日に探査船ペトレルによって発見され、12月19日に映像が公開された。
ドニャ・パス号の残骸は500メートルの海底に直立した状態で発見され、ヴェクター号の残骸も2200メートル離れた海底で発見された。これら2隻の状態は良好である。

## テレビ
- ナショナルジオグラフィックチャンネル「Asia's Titanic（日本語タイトル：豪華客船ドニャ・パス号の悲劇）」